# Монтебибико (Перуђа)
Монтебибико је насеље у Италији у округу Перуђа, региону Умбрија.
Према процени из 2011. у насељу је живело 97 становника. Насеље се налази на надморској висини од 821 м.